# Лон-ле-Сонье
Лон-Ле-Сонье́ (точнее — Лонс-Ле-Сонье, фр. Lons-le-Saunier [lɔ̃s.lə.so.nje]) — город и коммуна на востоке Франции, в регионе Франш-Конте (с 1 января 2016 г. являющемся частью региона Бургундия — Франш-Конте), административный центр департамента Юра.
Население города по переписи 1999 года — 18 483 человека, площадь — 7,68 км². Мэр города — Жак Пелисар.
Города-побратимы:
- Оффенбург (Германия);
- Рипли (Великобритания).

Среди известных уроженцев города:
- композитор Клод Жозеф Руже де Лиль (1760—1836), автор музыки «Марсельезы», ставшей государственным гимном Франции;
- адвокат, публицист, писатель Морис Жоли (1829—1878), известный как автор памфлета «Диалог в аду между Макиавелли и Монтескьё»;
- писатель Бернар Клавель (1923—2010), лауреат Гонкуровской премии за роман «Плоды зимы».
- французский врач и писатель, поэт, выдающийся специалист по глазным болезням Жорж Камюзе (1840—1885).